# Sasvári Vivien
Sasvári Vivien (Budapest, 1991. május 20. –) magyar írónő, leginkább a spekulatív irodalom témáiban alkot. Írói álneve Vivien Holloway.

## Pályája
Középiskolai tanulmányait a Dózsa György Táncművészeti Szakközépiskola és Gimnáziumban végezte. Diplomáját a Kodolányi János Főiskolán szerezte, kommunikáció szakon. OKJ-n elvégzett egy sajtó technikusi tanfolyamot is.
Írni kamaszkora elején kezdett, mert elégedetlen volt egy sorozat lezárásával. Későbbi történeteibe – melyek leginkább fantasyk voltak – már folyamatosan több és több egyediséget csempészett. Első regénye a 2013-ban megjelent Pokoli szolgálat volt, mely megalapozta az írónő későbbi sikereit. 
2014 óta a Főnix Könyvműhelynél publikál. A kiadónál két sorozata is futott: a hét kötetesre tervezett, kisregényekből álló Winie Langton történetek, és a trilógiának szánt Morrighan. 2020-ban vált teljessé a Winie Langton-sorozat, melynek rövid kötetei 2014 és 2020 között láttak napvilágot.
2022-ben jelentette be a Fumax kiadó, hogy Sasvári következő, immáron high fantasy regénye náluk fog megjelenni. Ez lett a 2022-ben megjelent A vihar ígérete.

## Érdekességek
- Sasvári nagy rajongója a rock és a metal zenének. Kedvencei: Skillet, Evanescence, Within Temptation, Amaranthe, Nickelback, The Letter Black és az Elysion.
- A szerzőnő kedvence az urban fantasy tematika, de nyitott a krimi és a steampunk irányába is.
- 2020-ban regisztrált a Patreonra, mely felületre szintén publikál.

## Bibliográfia

### Önálló regények
- Végtelen horizont (Főnix Könyvműhely, 2015)
- Vérvörös horizont (Főnix Könyvműhely, 2016) – kisprózakötet, mely kapcsolódik a Végtelen horizonthoz.

#### Pokolháború trilógia
- Pokoli szolgálat (Aba, 2013)
- Pokoli szökevény (még íródik)

#### Winie Langton történetek
- Mesterkulcs (Főnix Könyvműhely, 2014)
- Tolvajbecsület (Főnix Könyvműhely, 2015)
- A hóhér kötele (Főnix Könyvműhely, 2015)
- Tolvajok kézikönyve (Főnix Könyvműhely, 2016)
- Mechanikus farkas (Főnix Könyvműhely, 2016)
- Forgandó szerencse (Főnix Könyvműhely, 2018)
- Mint az óramű (Főnix Könyvműhely, 2020)

#### Morrighan
- Moira – A szörnyeteg bennem (Főnix Könyvműhely, 2015)

### Novella
- Táguló horizont (Főnix Könyvműhely, 2015; Pokoli teremtmények, ördögi szerkezetek antológia) – A Végtelen horizont nyitánya.
- A bross (Főnix Könyvműhely, 2015; ingyenesen letölthető karácsonyi ajándék e-novella) – A Winnie Langton történetekhez kapcsolódó iromány.

## Külső hivatkozások
- Az írónő blogja Archiválva 2015. május 18-i dátummal a Wayback Machine-ben
- Sasvári Vivien profilja a Moly.hu-n
- Bloggerből írónő – Interjú az írónővel